# Lasioglossum perparvum
Lasioglossum perparvum là một loài Hymenoptera trong họ Halictidae. Loài này được Ellis mô tả khoa học năm 1914.